# The Miracle (album)
The Miracle este un album din 1989 al trupei engleze de rock Queen. A fost al treisprezecelea album de studio al formației.
Albumul trebuia să se numească "The Invisible Man", dar cu trei săptămâni înainte de lansare au decis să-l numească The Miracle. Albumul a ajuns pe primul loc în Marea Britanie, Austria, Germania, Olanda și Elveția și pe locul 24 în Billboard-ul 200 american.

## Tracklist
1. "Party" (John Deacon, Brian May, Freddie Mercury) (2:24)
2. "Khashoggi's Ship" (Queen) (2:47)
3. "The Miracle" (Queen) (5:02)
4. "I Want It All" (May) (4:40)
5. "The Invisible Man" (Roger Taylor) (3:55)
6. "Breakthru" (Mercury, Taylor) (4:07)
7. "Rain Must Fall" (Deacon, Mercury) (4:20)
8. "Scandal" (May) (4:42)
9. "My Baby Does Me" (Deacon, Mercury) (3:22)
10. "Was It All Worth It" (Mercury) (5:45)

## Single-uri
- "I Want It All" (1989)
- "Breakthru" (1989)
- "The Invisible Man" (1989)
- "Scandal" (1989)
- "The Miracle" (1989)

## Componență
- Freddie Mercury - voce, pian, claviaturi, voce de fundal, sintetizatoare
- Brian May - chitare electrice, chitare acustice, voce de fundal, voce, sintetizatoare
- Roger Taylor - baterie, baterie electronică, voce de fundal, voce, sintetizatoare
- John Deacon - chitară bas, chitare electrice, sintetizatoare